# Dirce Reis (kommun)
Dirce Reis är en kommun i Brasilien.   Den ligger i delstaten São Paulo, i den södra delen av landet, 600 km sydväst om huvudstaden Brasília. Antalet invånare är 1 689.
Följande samhällen finns i Dirce Reis:
- Dirce Reis

Omgivningarna runt Dirce Reis är huvudsakligen savann. Runt Dirce Reis är det ganska glesbefolkat, med 31 invånare per kvadratkilometer.